# Fons Joaquim Franch

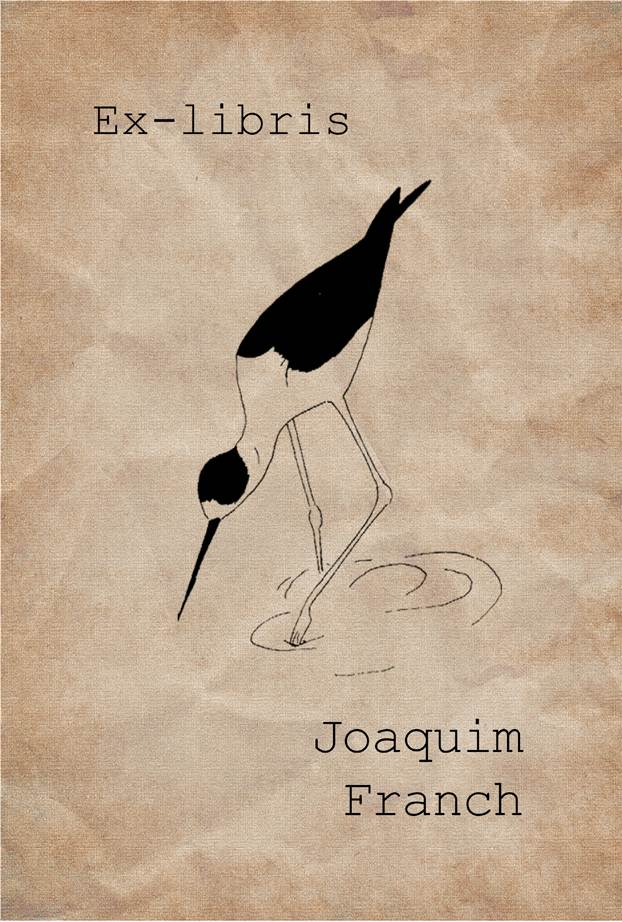
Ex-libris del Fons Joaquim Franch de la Universitat de Girona

El Fons Joaquim Franch de la Universitat de Girona reuneix part de la biblioteca i l'arxiu personal de Joaquim Franch i Batlle (Barcelona, 1944 - Celrà, 1987), considerat un dels pedagogs catalans més productius, originals i complets de la segona meitat del segle xx.
L'any 2000 Roser Batllori Obiols va fer efectiva la donació de part de la biblioteca personal de Joaquim Franch a la Universitat de Girona, i l'any 2013 es va ampliar el fons amb la donació de l'arxiu personal.
El fons Joaquim Franch consta d'una biblioteca personal de 340 llibres de temàtica pedagògica i un arxiu personal que inclou documents de treball, articles i ressenyes sobre educació en el lleure, pedagogia de grup i de projectes, i educació ambiental. El fons es troba a la Biblioteca del campus del Barri Vell de la Universitat de Girona i es pot consultar al Catàleg de la Universitat de Girona.
Els documents de l'arxiu personal de Joaquim Franch, alguns inèdits i altres ja publicats, en total 197, han estat digitalitzats i es poden consultar a text complet al Repositori de Fons Especials de la Universitat de Girona.